# Meia Via
Meia Via est une freguesia portugaise située dans le District de Santarém.
Avec une superficie de 4,2 km2 et une population de 1 541 habitants (2001), la paroisse possède une densité de 450 hab/km2.